# Pfarrhaus (Wambach)

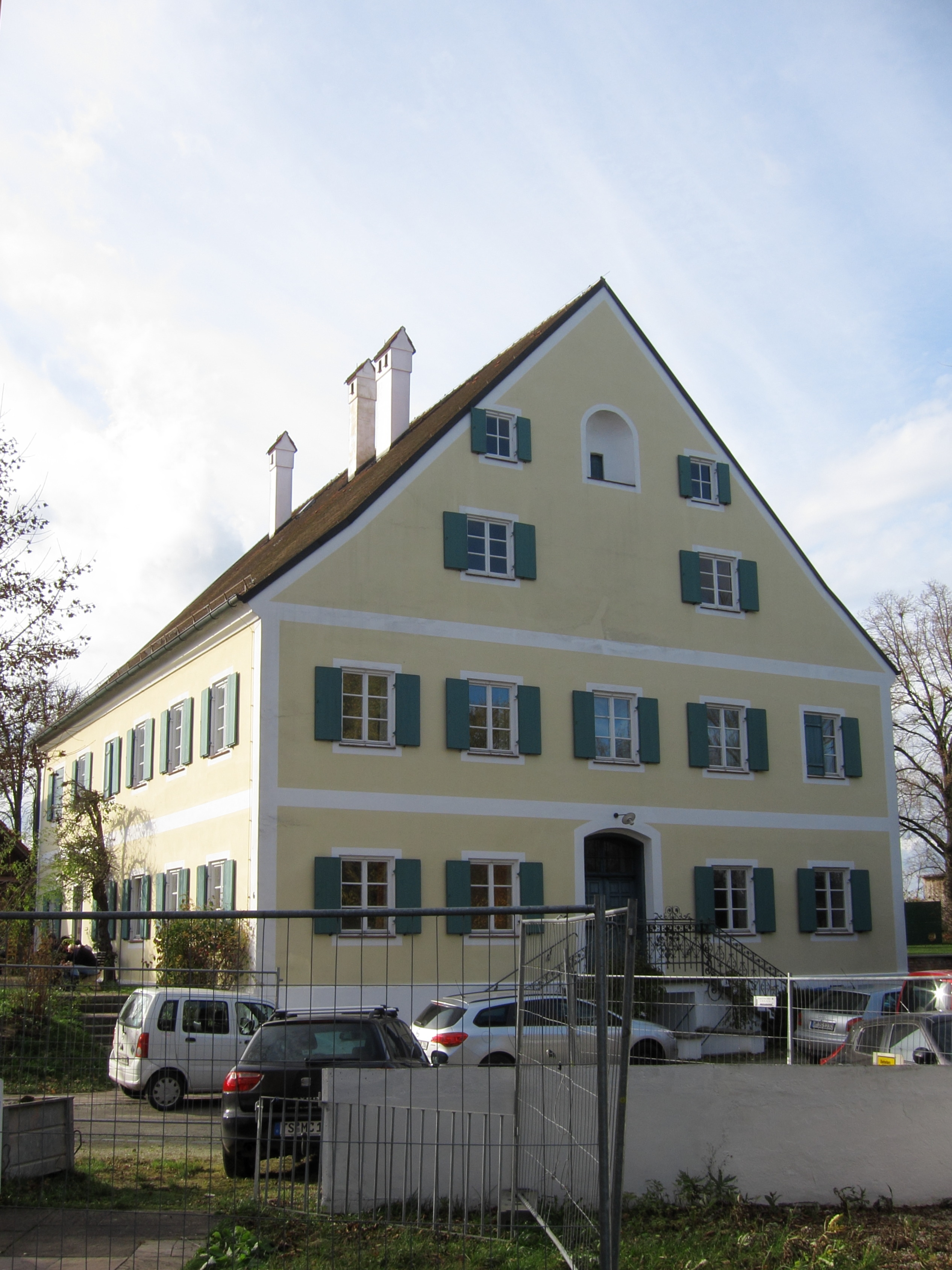
Pfarrhaus in Wambach

Das Pfarrhaus in Wambach, einem Gemeindeteil von Taufkirchen im oberbayerischen Landkreis Erding, wurde 1719/20 errichtet und 1801 überarbeitet. Das barocke Pfarrhaus ist ein geschütztes Baudenkmal.
Der zweigeschossige Satteldachbau auf einem Hochkeller mit zweiläufigem Treppeneingang besitzt fünf zu sechs Fensterachsen.